# Anthrax tabanoides
Anthrax tabanoides är en tvåvingeart som först beskrevs av Lichtenstein 1796.  Anthrax tabanoides ingår i släktet Anthrax och familjen svävflugor. Inga underarter finns listade i Catalogue of Life.